# Гоголь (приток Семенека)
Гоголь — река в России, протекает по территории Ефремовского и Каменского районов Тульской области и Новодеревеньковского района Орловской области. Левый приток реки Семенек. Длина реки составляет 58,7 км, площадь водосборного бассейна — 1450 км²[уточнить]. Устье реки находится в 3,3 км от устья реки Семенек по левому берегу. На 14-м км по левому берегу впадает река Галица.

## Данные водного реестра
По данным государственного водного реестра России относится к Донскому бассейновому округу, водохозяйственный участок реки — Красивая Меча, речной подбассейн реки — бассейны притоков Дона до впадения Хопра. Речной бассейн реки — Дон (российская часть бассейна).
Код объекта в государственном водном реестре — 05010100112107000000610.